# Mèche

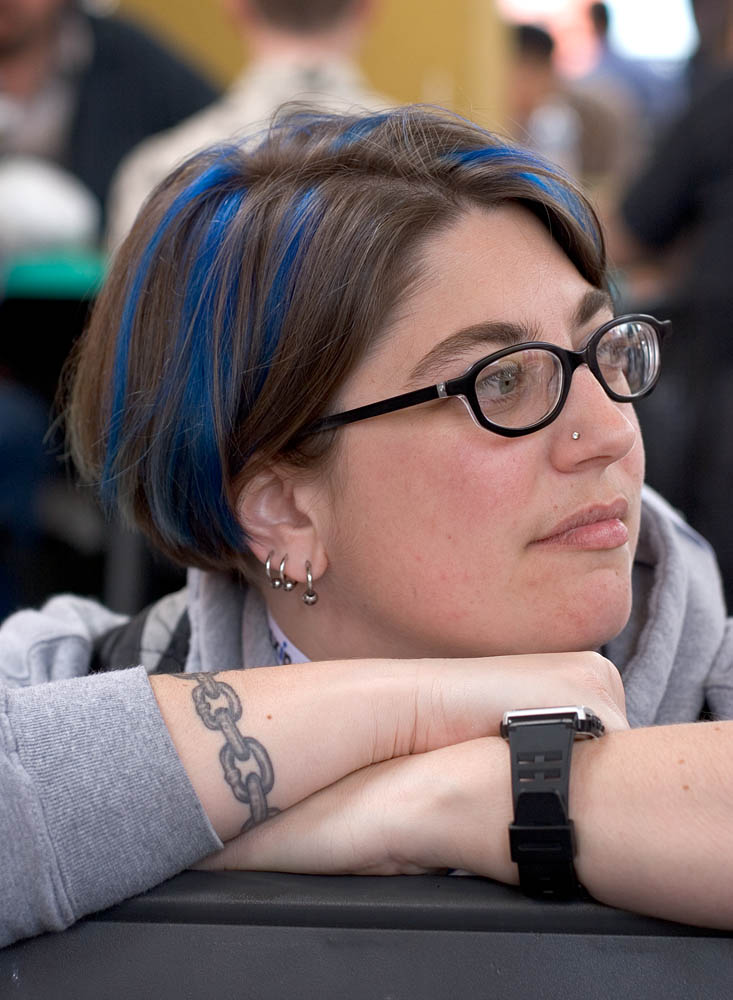
Una ragazza con mèche blu

Mèches è il termine con cui si indica una tecnica di colorazione di alcune ciocche dei capelli umani.

## Tipi di mèches
Nella maggior parte dei casi si tratta di rendere intere ciocche di capelli di un colore più chiaro rispetto a quello naturale (decolorazione). Esistono tuttavia diverse tecniche volte a creare effetti diversi sui capelli.
Nella tecnica chiamata chunky, e diffusa soprattutto fra gli adolescenti, i capelli vengono colorati di tonalità diverse rispetto a quelle naturali, utilizzando a volte anche tinte come il verde, il blu o il fucsia.
In altre tecniche non viene decolorata (o tinta) l'intera ciocca, ma soltanto la punta. Tra queste le più note sono i colpi di sole, lo shatush, il balayage, il degradé, lo splashlight e il bronde.